# Tanja La Croix
Pour les articles homonymes, voir La Croix (homonymie).
 (septembre 2015).
Tanja La Croix (née Tanja Wettach Saint-Gall le 8 avril 1982) est une DJ et mannequin suisse.

## Biographie
Elle a grandi à Saint-Gall, en 1998 elle commence une carrière de modèle et devient Miss Bodensee et en 2001 elle devient la première dauphine de Miss Suisse.

## Discographie
- 2006 : Lautundspitz
- 2007 : A Trip to Bikini Island
- 2008 : Destination Summer
- 2010 : Streetparade mixed by Tanja La Croix Official Compilation
- 2011 : House Kiss